# كيل ريد
كيل روماين ريد (بالإنجليزية: Kyel Reid)‏، من مواليد 26 نوفمبر 1987 في إنجلترا، لاعب كرة قدم إنجليزي.
بدأ مسيرته الكروية مع نادي وست هام يونايتد في عام 2005، وهو يلعب معهم حتى الآن، وفي موسم 2006/2007 أعير إلى نادي بارنزلي، ولعب معهم 26 مباراة وسجل هدفين.

## روابط خارجية
- كيل ريد على موقع قاعدة بيانات كرة القدم.إي يو (الإنجليزية)
- كيل ريد على موقع Soccerbase.com (لاعب) (الإنجليزية)
- كيل ريد على موقع عالم كرة القدم.نت (الإنجليزية)
- كيل ريد على موقع كووورة